# Feline gastrointestinale eosinophile sklerosierende Fibroplasie
Die feline gastrointestinale eosinophile sklerosierende Fibroplasie (FGESF) ist eine Erkrankung von Katzen, welche durch die Ausbildung einer von eosinophilen Granulozyten dominierten Entzündungsreaktion und damit einhergehend starker Umfangsvermehrung im Magen-Darm-Trakt und den angrenzenden Lymphknoten definiert ist. Die Ursache der Erkrankung ist bislang ungeklärt. Sie tritt überwiegend bei männlichen Tieren im durchschnittlichen Alter von 7 bis 8 Jahren auf. Langhaarkatzen, insbesondere der Rasse Ragdoll scheinen bevorzugt betroffen zu sein.

## Pathogenese
Die Krankheitsentstehung ist noch ungeklärt. Es wird angenommen, dass der Organismus von Katzen mit einer eosinophilen Reaktion auf Stimuli reagieren, deren Auslöser eine Infektion mit Bakterien, Viren oder Pilzen sein kann; auch eine Dysregulation des Immunsystems durch andere Reize wie Lebensmittelunverträglichkeit oder im Fall der prädisponierten Langhaarkatzen eine verstärkte Antigenpräsentation durch oral aufgenommene Haare wird als Ursache diskutiert. Als gesichert gilt zumindest, dass den eosinophilen Granulozyten in der Krankheitsentstehung eine Schlüsselrolle zukommt.

## Klinik
Die Symptome entsprechen denen chronischer Magen-Darm-Erkrankungen von Katzen: es wird häufig von chronischem Erbrechen und Durchfall berichtet. Die Tiere zeigen verminderten Appetit, Gewichtsverlust und Lethargie. 

## Diagnostik
Die Palpation des Bauchraumes ergibt bei nahezu jedem betroffenen Tier eine deutlich tastbare Umfangsvermehrung im Bereich des vorderen oder mittleren Abdomens. Im Blutbild zeigt sich lediglich in der Hälfte der Fälle eine Eosinophilie; daneben in der Hälfte der Fälle eine Hyperglobulinämie und Hypalbuminämie auf, was in Albumin-Globulin-Quotienten von unter 0,6 resultiert und damit differentialdiagnostisch gegen eine FIP abgegrenzt werden muss, was auch insofern eine Herausforderung darstellen kann, als die pathohistologischen Veränderungen betroffener Tiere ebenfalls an eine trockene FIP erinnern können.
Die Ultraschalluntersuchung ergibt innerhalb der Darmwand gelegene Umfangsvermehrungen, die mit deutlich heterogener Echogenität und Verlust der physiologischen Wandschichtung einhergehen können. Damit stehen weitere Darmwandtumoren wie Adenokarzinom, Lymphosarkom oder Mastozytom als mögliche Differentialdiagnose im Raum. Die Umfangsvermehrungen finden sich bevorzugt im Bereich des Magenausgangs, des ileocaecalen Übergangs sowie des Dickdarms. Die Mesenteriallymphknoten sind häufig ebenfalls vergrößert.
Zu einer sicheren Diagnosestellung ist eine Biopsie der veränderten Bereiche erforderlich.
Die pathohistologische Untersuchung zeigt hierbei oft eine ulzerierte Masse, die von einem dichten Gewebe aus großen, spindelförmigen Zellen dominiert wird und von dichten Trabekeln, die unter Anastomosenbildung verflochten sind, durchsetzt ist. Diese Trabekel werden durch mit Fibroblasten durchsetztem Bindegewebe gebildet, welches wiederum von Entzündungsherden durchsetzt ist und in der Peripherie von Granulationsgewebe ersetzt wird. Die Entzündungsherden werden überwiegend von eosinophilen Granulozyten gebildet, es finden sich aber auch Mastzellen, Lymphozyten und neutrophilen Granulozyten. Vereinzelt finden sich phagozytierte Bakterien, die aber nicht als auslösende Ursache der Veränderungen angesehen werden. Dabei betreffen die Veränderungen entweder alle Schichten der Darmwand oder sie sind nur auf die innersten Schichten konzentriert.

## Therapie
Eine standardisierte Behandlung der Erkrankung ist noch nicht etabliert. Als therapeutische Ansätze gelten die chirurgische Resektion, eine Therapie mittels Antibiotika sowie die Verabreichung von Glucocorticoiden. Hierbei scheint die Überlebenszeit der mittels Prednisolon behandelten Tiere am längsten zu sein, die geringsten Erfolgsaussichten verspricht die Therapie mittels Antibiotika. In einer Studie von 2015 starben von 13 Katzen 8 oder wurden euthanasiert. Die mittlere Überlebenszeit dieser Tiere lag bei 3 bis 152 Tagen. Die 5 überlebenden Tiere hatten in der Folge eine Überlebenszeit von 1 bis 10 Jahren.